# Salon-de-Provence
Salon-de-Provence (früher Salon-de-Crau) ist eine Kleinstadt und eine Gemeinde (commune) mit 44.553 Einwohnern (Stand 1. Januar 2022) im Département Bouches-du-Rhône in Südfrankreich. Sie ist bekannt als Alterswohnsitz von Nostradamus.

## Lage und Klima
Salon de Provence liegt zwischen Aix-en-Provence, Arles, Cavaillon und Marseille an der Autoroute A 7 (Lyon-Marseille) in einer Höhe von ca. 80 m. Das sowohl vom Mittelmeer als auch von den Seealpen und dem Mistral beeinflusste Klima ist gemäßigt bis warm; Regen (ca. 620 mm/Jahr) fällt überwiegend im Winterhalbjahr.

## Bevölkerungsentwicklung
| Einwohner                  | 5.100 | 6.564 | 12.872 | 17.597 | 37.079 | 45.400 |
| Quellen: Cassini und INSEE |       |       |        |        |        |        |

Trotz der Reblauskrise im Weinbau und der zunehmenden Mechanisierung der Landwirtschaft ist die Bevölkerung der Stadt seit dem Beginn des 19. Jahrhunderts konstant gewachsen.

## Wirtschaft
Früher lebten die Bewohner der Kleinstadt weitgehend als Selbstversorger von den Erträgen ihrer Äcker und Gärten; auch Viehzucht (Hühner, Schweine, Schafe, Ziegen) wurde in gewissem Umfang betrieben. Im 18. Jahrhundert kam es in Salon zur Ansiedlung von Seidenmanufakturen. Der wirtschaftliche Aufschwung begann im 19. Jahrhundert mit der Entwicklung von Seifenfabriken und dem Handel von Öl, Marseiller Seife und Kaffee. Der neue Reichtum der Stadt führte zum Bau von Stadthäusern und Schlössern. Von den Seifenfabriken sind heute noch zwei aktiv, und der Seifenhandel nimmt nach wie vor eine wichtige Stellung ein. Seit dem Jahr 1938 ist Salon-de-Provence Sitz der französischen Luftwaffenschule und seit 1964 auch für die Stationierung der Patrouille de France bekannt.

## Geschichte
Im Altertum siedelten Salluvier auf dem Gebiet und betrieben vor allem Schafzucht und Salzhandel. Um 125 v. Chr. legten die Römer die Sümpfe um den Touloubre trocken und gründeten auf dem Felsen von Puech ein Castrum, das einen Abschnitt der Via Aurelia sichern sollte. Um die Festung herum, das heutige Schloss Empéri, entwickelte sich eine erste Siedlung.
Im Mittelalter gehörte die „Villa Sallonne“ zum Heiligen Römischen Reich. Die Kaiser übertrugen die Grundherrschaft über Salon an die Erzbischöfe von Arles. Die Ortschaft büßte einen Teil ihrer Freiheiten ein und erhielt erst 1404 offizielles Stadtrecht. Unter Herrschaft der Provencegrafen, darunter des bekannten René dem Guten, erlebte Salon im 15. Jahrhundert einen wirtschaftlichen Aufschwung. Mit der Angliederung der Grafschaft Provence ans Königreich Frankreich nach dem Tod von König René (1481) verloren die Erzbischöfe einen Teil ihrer Autorität.
Im 16. Jahrhundert wurde Salon, wie auch der Rest Frankreichs, von den Hugenottenkriegen in Mitleidenschaft gezogen. Einer der berühmtesten Einwohner der Stadt war Nostradamus, der hier seine Centurien niederschrieb. Ein anderer wichtiger Zeitgenosse war Adam de Craponne, der 1559 den Canal de Craponne zur Bewässerung des trockenen Umlandes anlegte. Im Jahr 1564 besuchten König Karl IX. und seine Mutter Katharina von Medici die Stadt und verschafften ihr das heutige Leoparden-Wappen. Im Jahr 1580 grassierte eine Pestepidemie.

## Sehenswürdigkeiten
- Salon-de-Provence ist der Alterswohnsitz und Sterbeort von Nostradamus. Das Haus, das er von 1547 bis zu seinem Tod im Jahr 1566 bewohnte, wird heute museal genutzt.[3]
- Die Saint-Laurent-Kirche wurde ab 1344 außerhalb der mittelalterlichen Stadtmauern errichtet. Der Bau wurde aufgrund einer Pestepidemie recht schnell gestoppt und der Bau konnte erst zu Beginn des 15. Jahrhunderts fertiggestellt werden. Die Kirche ist (bis auf den Glockenturm) Anfang des 15. Jahrhunderts eingestürzt und musste neu aufgebaut werden. Das Gebäude wurde 1499 zur Kollegiatskirche erhoben. In einer der Seitenkapellen der Kirche befindet sich das Grabmal von Nostradamus.[4]
- Die im Zentrum der Altstadt auf dem Felsen Puech gelegene Burg Empéri dominiert lokal die Crau-Ebene, wo sich schon ein römisches Castrum befand. Das Schloss war eine Residenz der Erzbischöfe von Arles und des Römisch-deutschen Kaisers (wovon sich auch der Name Empéri ableitet) und wurde zwischen dem 9. und 13. Jahrhundert erbaut.
- Die Kirche Saint-Michel wurde im 13. Jahrhundert erbaut, sie ist mit ihrem Arkaden-Glockenturm und den Skulpturen im romanischen Stil ein typisches Beispiel der provenzalischen Baukunst. Im Tympanon des Portals ist der Erzengel Michael mit zwei Schlangen dargestellt; darunter befindet sich ein Osterlamm, das von einem Malteserkreuz überragt wird. Die restlichen Darstellungen zeigen florale Ornamente. Im 15. Jahrhundert wurde ein Kirchturm hinzugefügt, der bis zum 17. Jahrhundert als Uhrturm verwendet wurde.
- Der Bau des Rathauses wurde im Jahr 1655 begonnen. Es ist ein Gebäude im klassizistischen Stil, mit einem von Balustraden umgebenen Dach und einander abwechselnden dreieckigen und krummlinigen Giebelfeldern. Zwei Allegorien, die die Mäßigkeit und die Vorsicht darstellen, erinnern an die Tugenden, die zur guten Regierung einer Stadt notwendig sind. Zwei Ecktürmchen auf beiden Seiten des Gebäudes sorgen für ein ausgeglichenes Erscheinungsbild.
- Der Uhrturm (tour d’horloge) wurde im 17. Jahrhundert an Stelle des Nordturms der Stadtmauer erbaut. Die Bauarbeiten, die durch die Pest aufgehalten wurden, wurden im Jahr 1664 mit dem Hinzufügen des schmiedeeisernen Glockenkäfigs mit drei Glocken abgeschlossen. Nach der jüngsten Renovierung kann man jetzt auf der zur Altstadt hin gelegenen Seite einen Wochenkalender sehen, auf der Seite zur Neustadt hin zeigt eine Uhr die Mondzyklen an.
- Der beinahe baumartig wirkende „Moosbrunnen“, ein echtes Wahrzeichen der Stadt, bestand schon im 16. Jahrhundert. Kalkablagerungen ließen die Brunnenschalen, das Moos und den Pflanzenbewuchs zusammenwachsen und verleihen dem Brunnen seine heute so charakteristische Form.

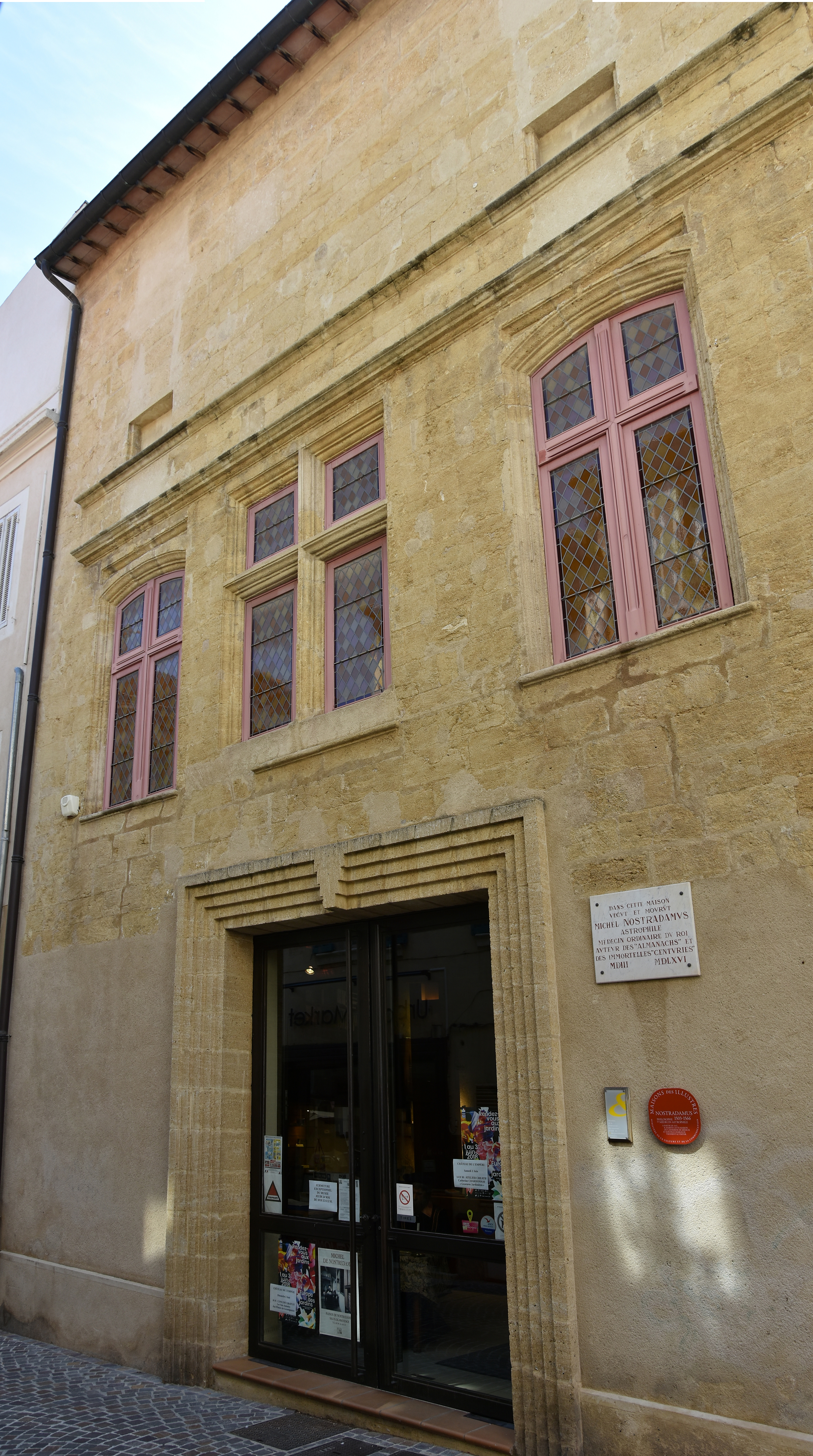
Nostradamus-Haus
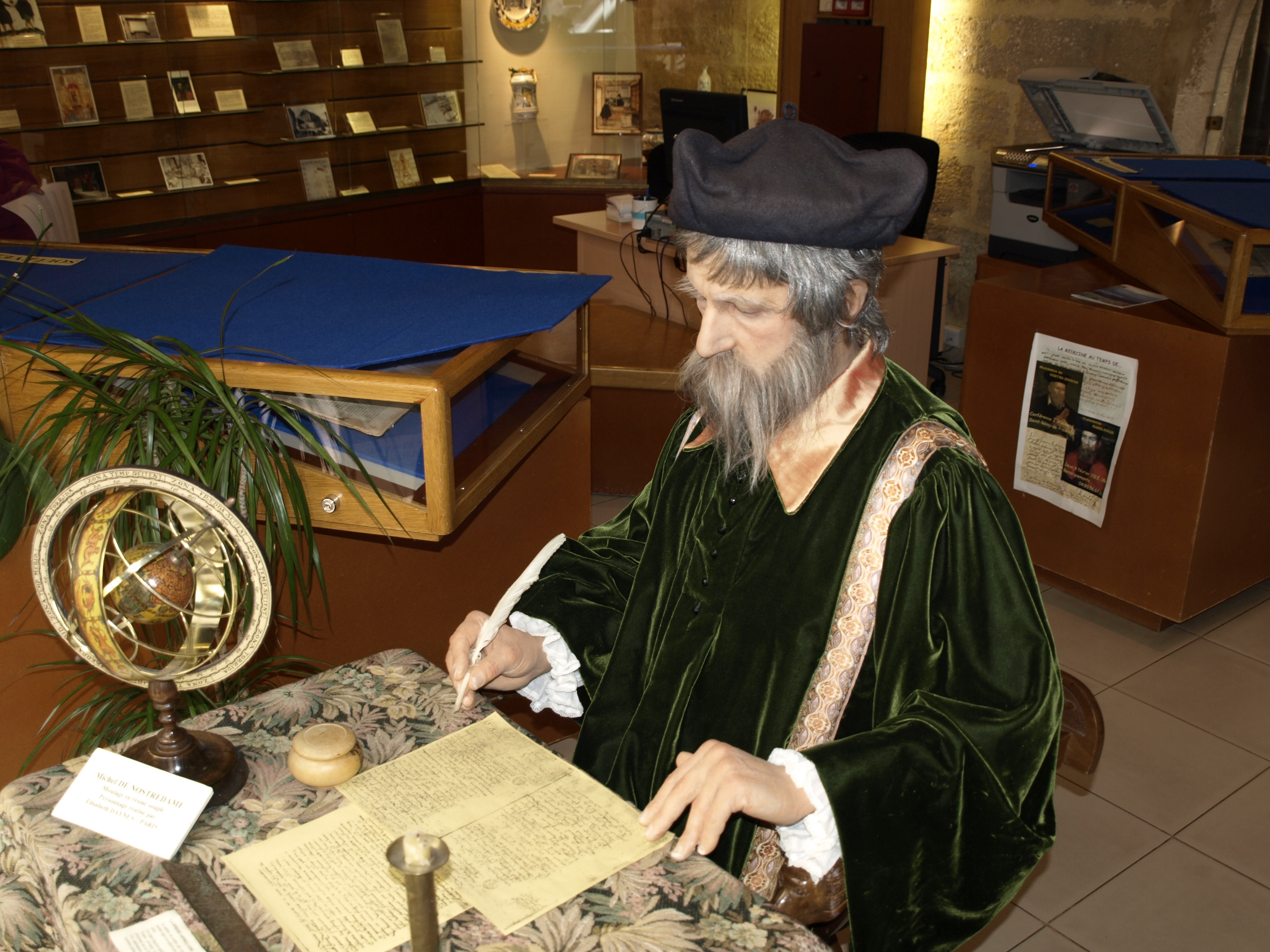
Blick in die Ausstellung des Nostradamus-Haus
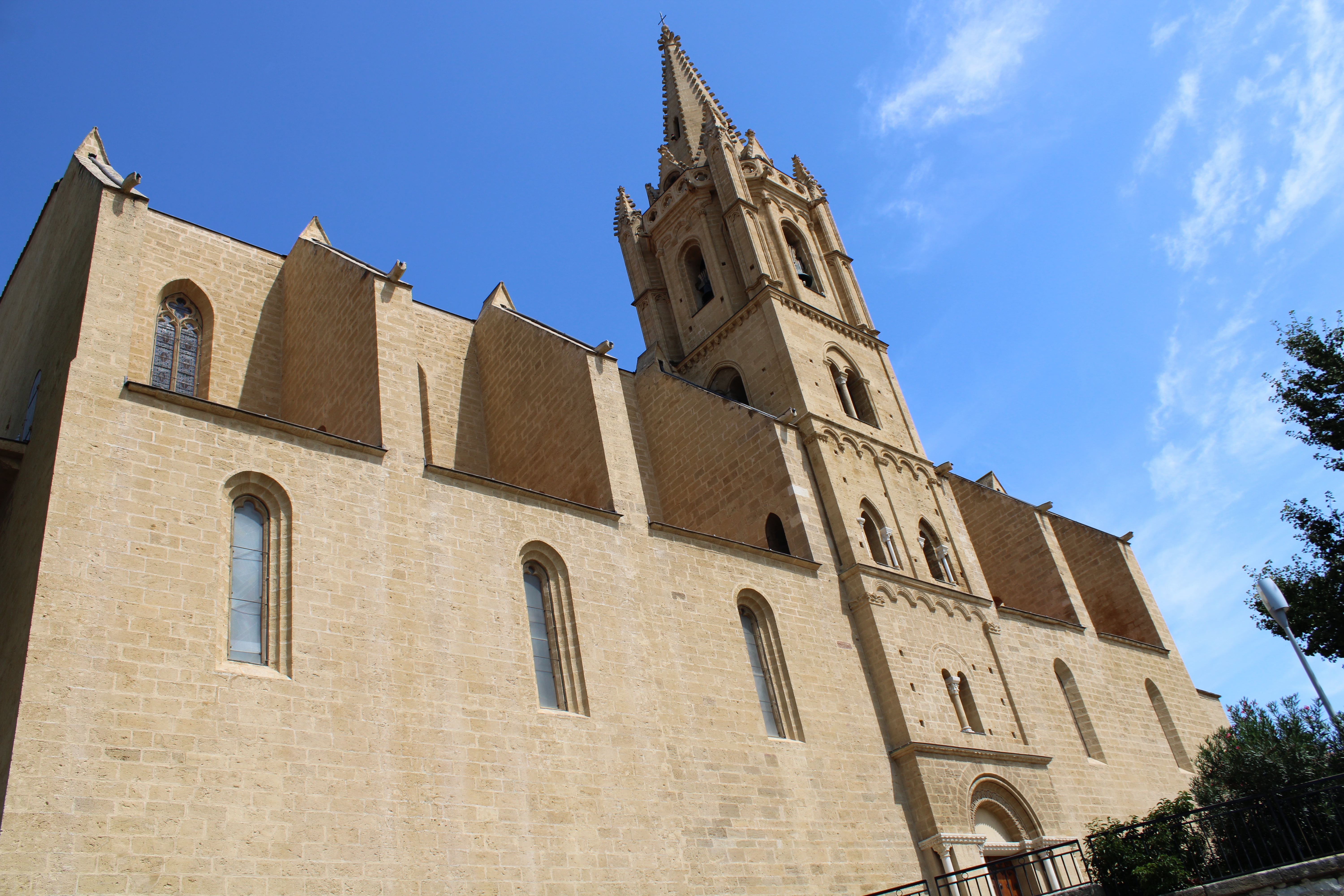
Saint-Laurent-Kirche
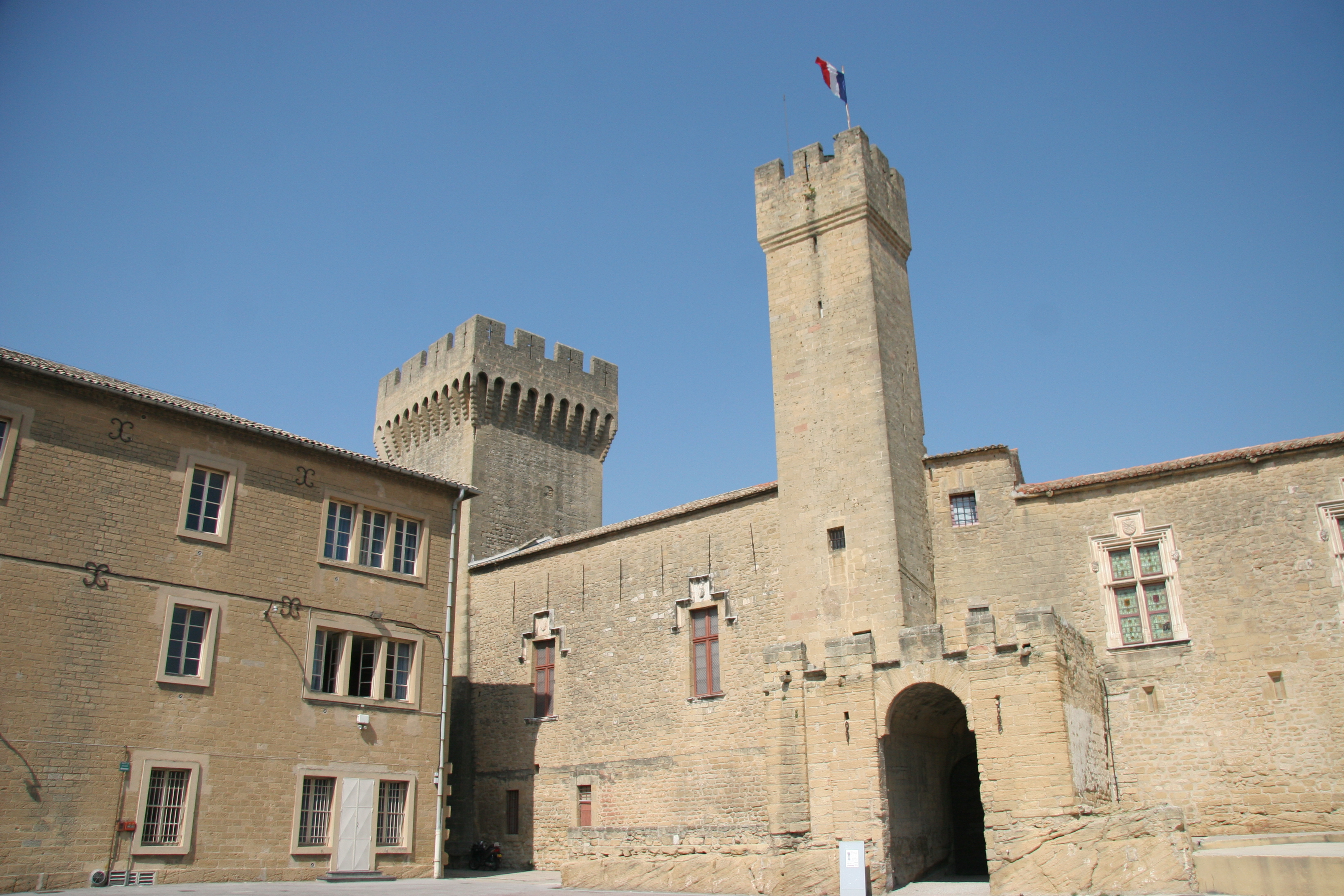
Eingang zum Museum im Schloss Empéri
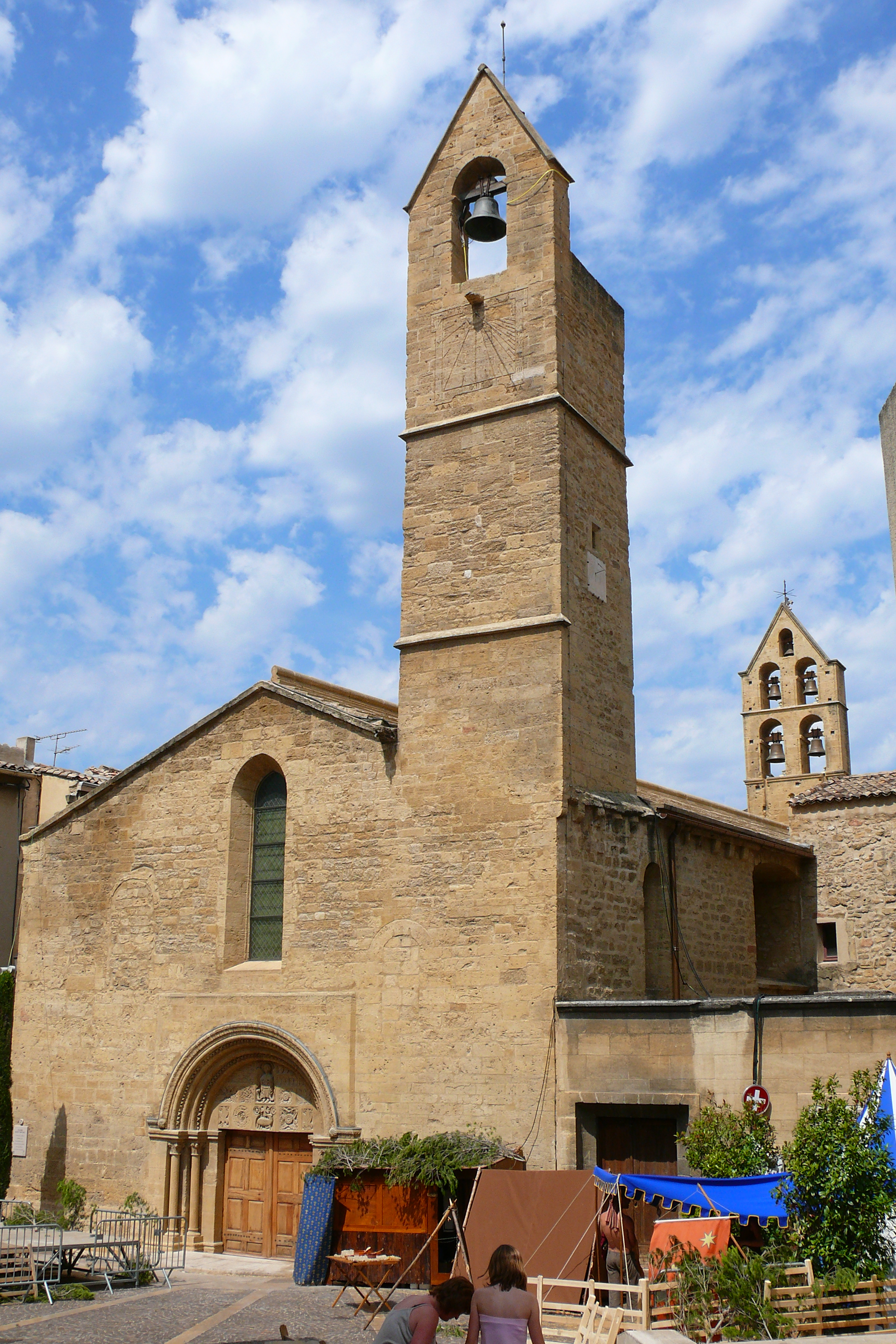
Kirche St. Michel in Salon-de-Provence
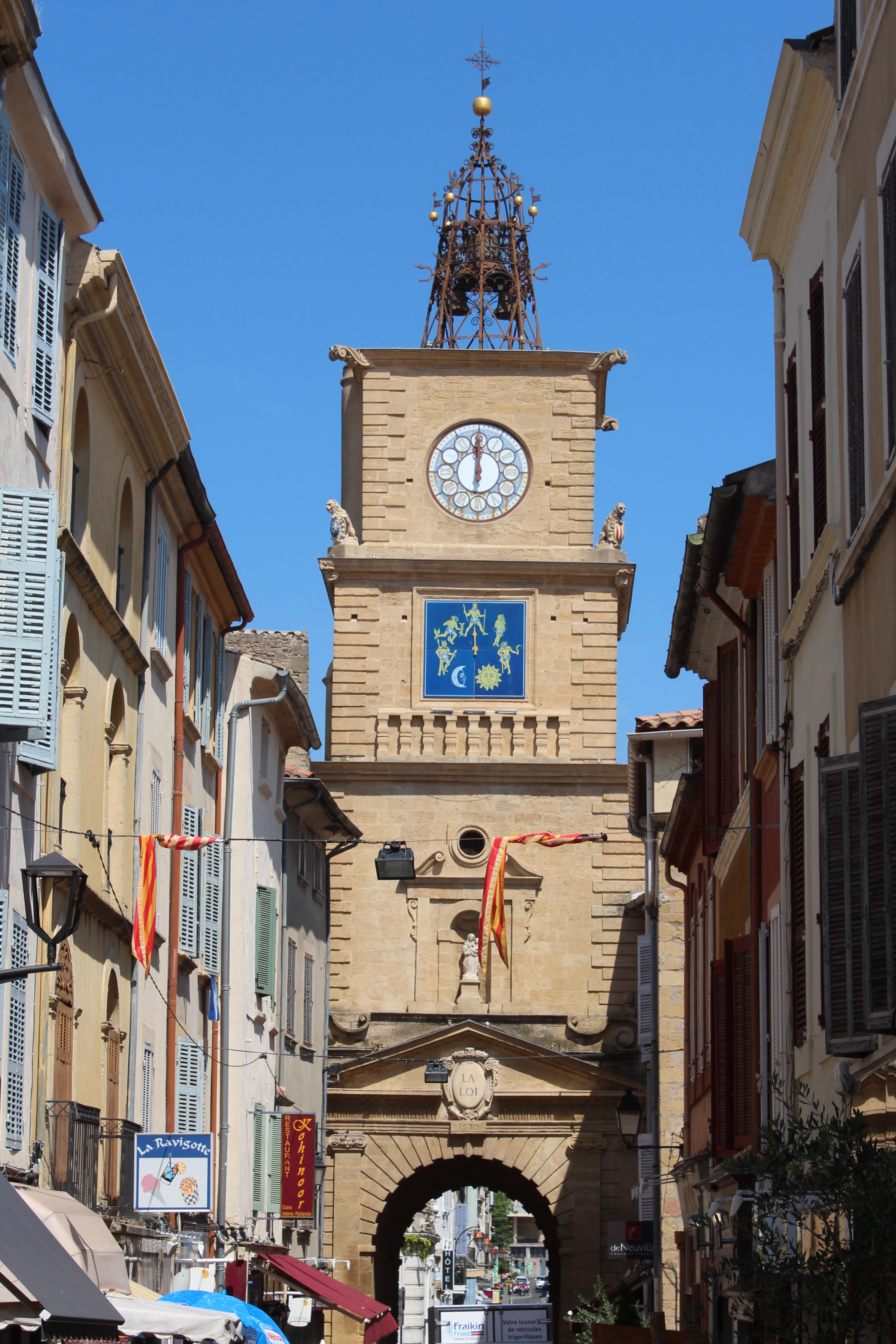
Uhrturm von Salon-de-Provence
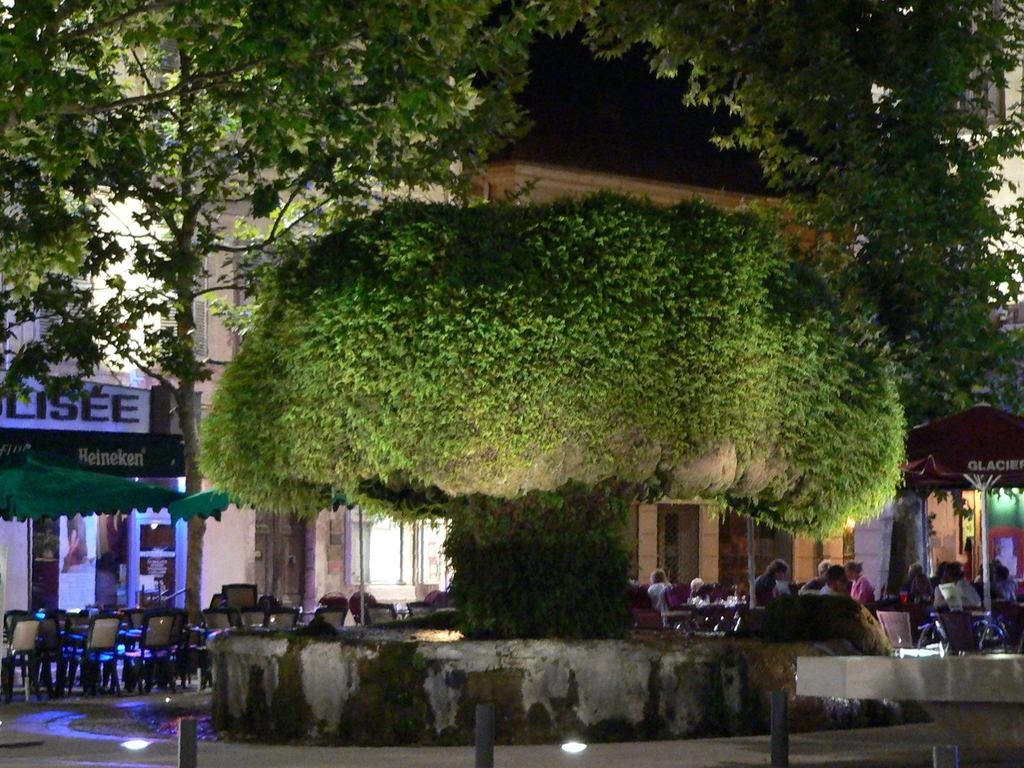
Moosbrunnen bei Nacht

## Städtepartnerschaften
- Wertheim, Baden-Württemberg (seit 1964)
- Huntingdon und Godmanchester, East Anglia, England (seit 1974)
- Gubbio, Umbrien, Italien (seit 1978)
- Aranda de Duero, Kastilien, Spanien (seit 1992)
- Szentendre, Ungarn (seit 1997)

## Persönlichkeiten

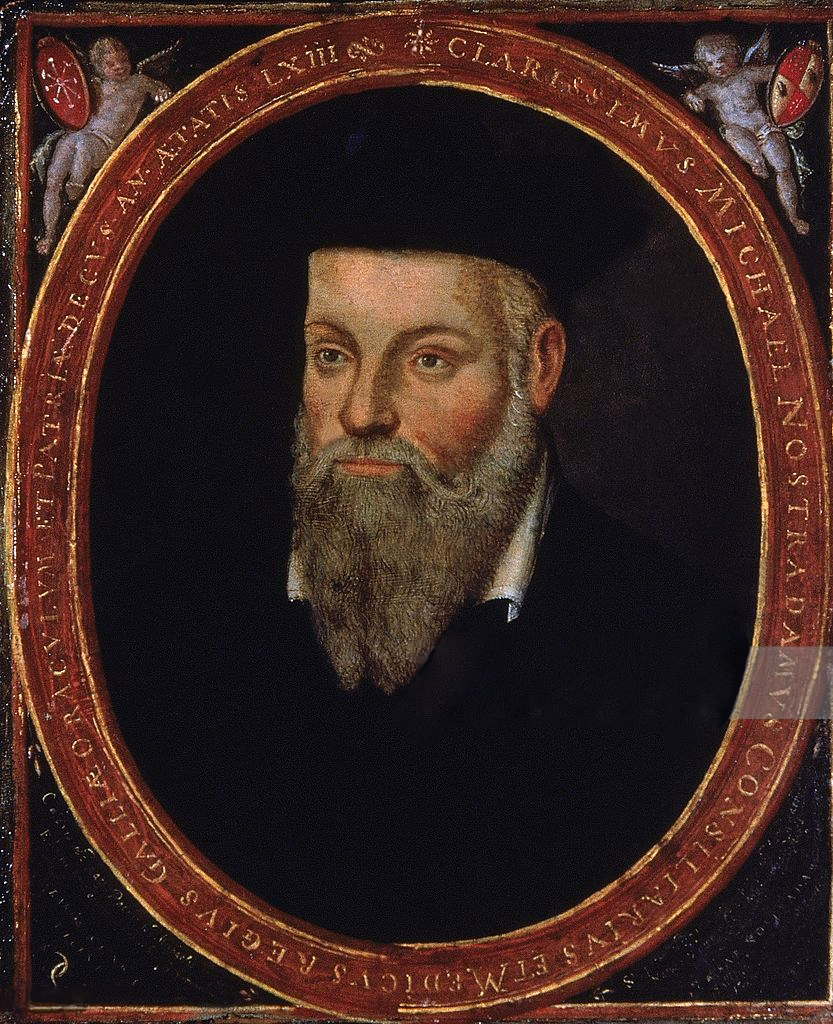
Nostradamus

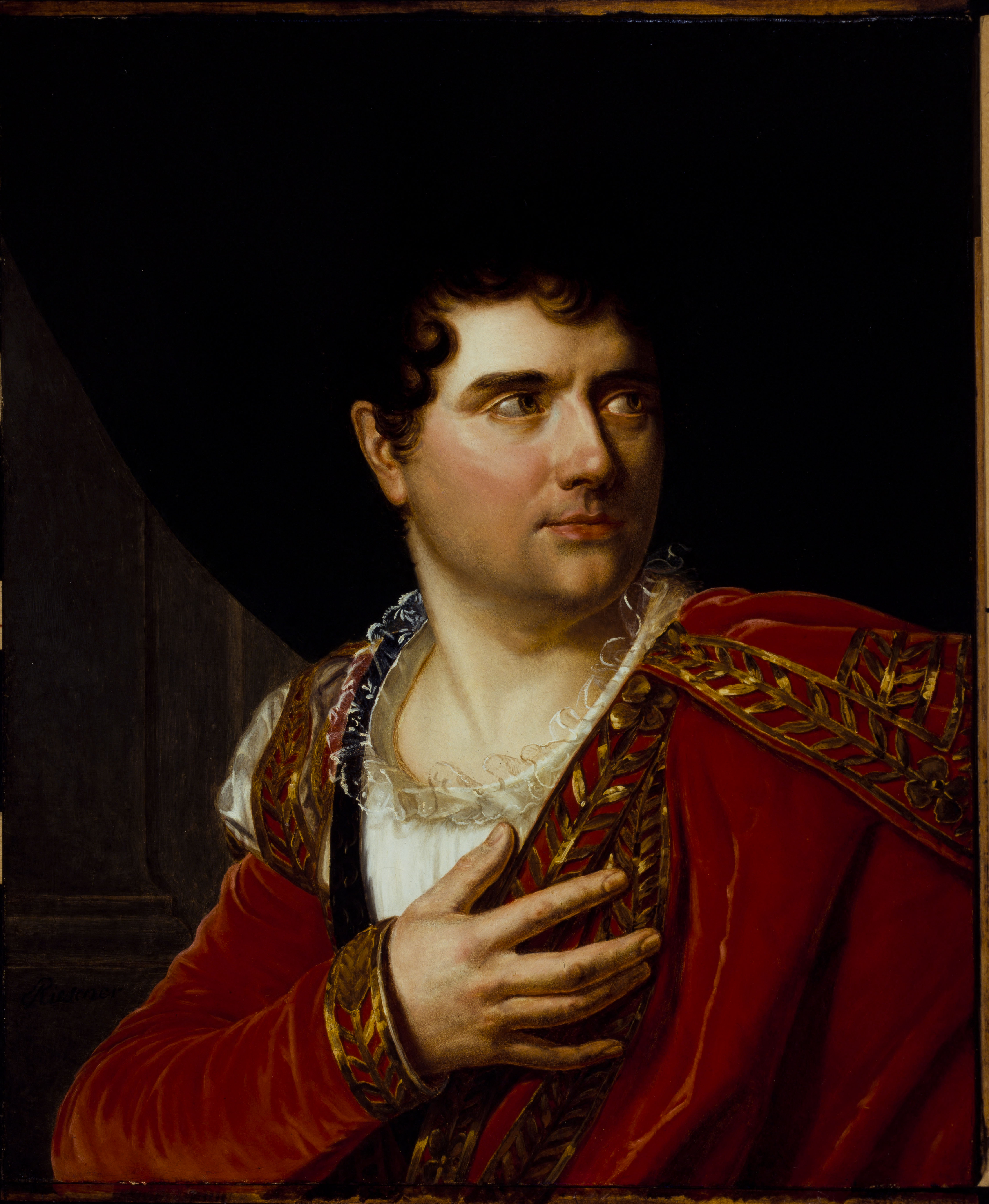
Jean-Baptiste-Sauveur Gavaudan

- Louis Aleman (1390–1450), französischer Kardinal
- Michel de Nostredame, genannt Nostradamus (1503–1566), französischer Arzt und Seher
- Adam de Craponne (1526–1576), französischer Wasserbautechniker
- César de Nostredame (1553–1629), Dichter, Historiker und Okzitanist
- Jean Baptiste Christophe Fusée Aublet (1720–1778), französischer Botaniker
- Robert de Lamanon (1752–1787), Mitglied der Expedition von Lapérouse
- Jean-Baptiste-Sauveur Gavaudan (1772–1840), französischer Schauspieler, Sänger und Theaterregisseur
- Antoine-Blaise Crousillat (1814–1899), Dichter
- Pierre Cornu (1895–1996), Maler
- Yves Farge (1899–1953), Journalist und Politiker
- Milly Mathis (1901–1965), französische Schauspielerin
- Roger Carcassonne (1903–1992), Politiker
- Raymond Reynaud (1920–2007), Maler der Art brut
- Pierre Cayol (* 1939), Maler
- Pierre Bonelli (1939–2004), Manager
- Christine Boisson (1956–2024), Schauspielerin
- Magali Imbert (* 1958), Musikerin
- Franck Esposito (1971), Schwimmer
- Michaël N’dri (* 1984), Fußballspieler
- Simon Porte Jacquemus (* 1990), Modedesigner
- Sakina Karchaoui (* 1996), Fußballspielerin
- Mathilde Gros (* 1999), Radsportlerin